# Nippelspanner

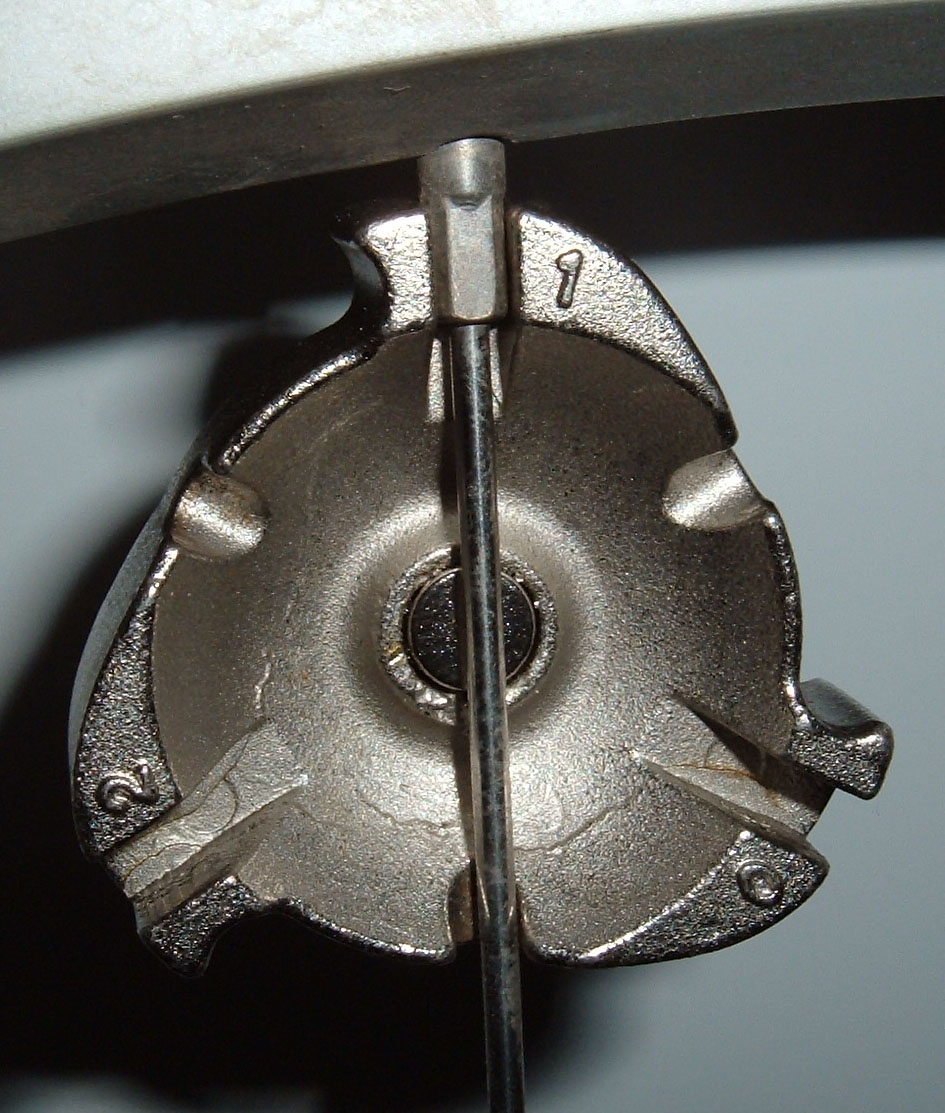
Ein Nippelspanner wird auf einen Speichennippel gesteckt um diesen auf der Speiche mit der Hand zu drehen.

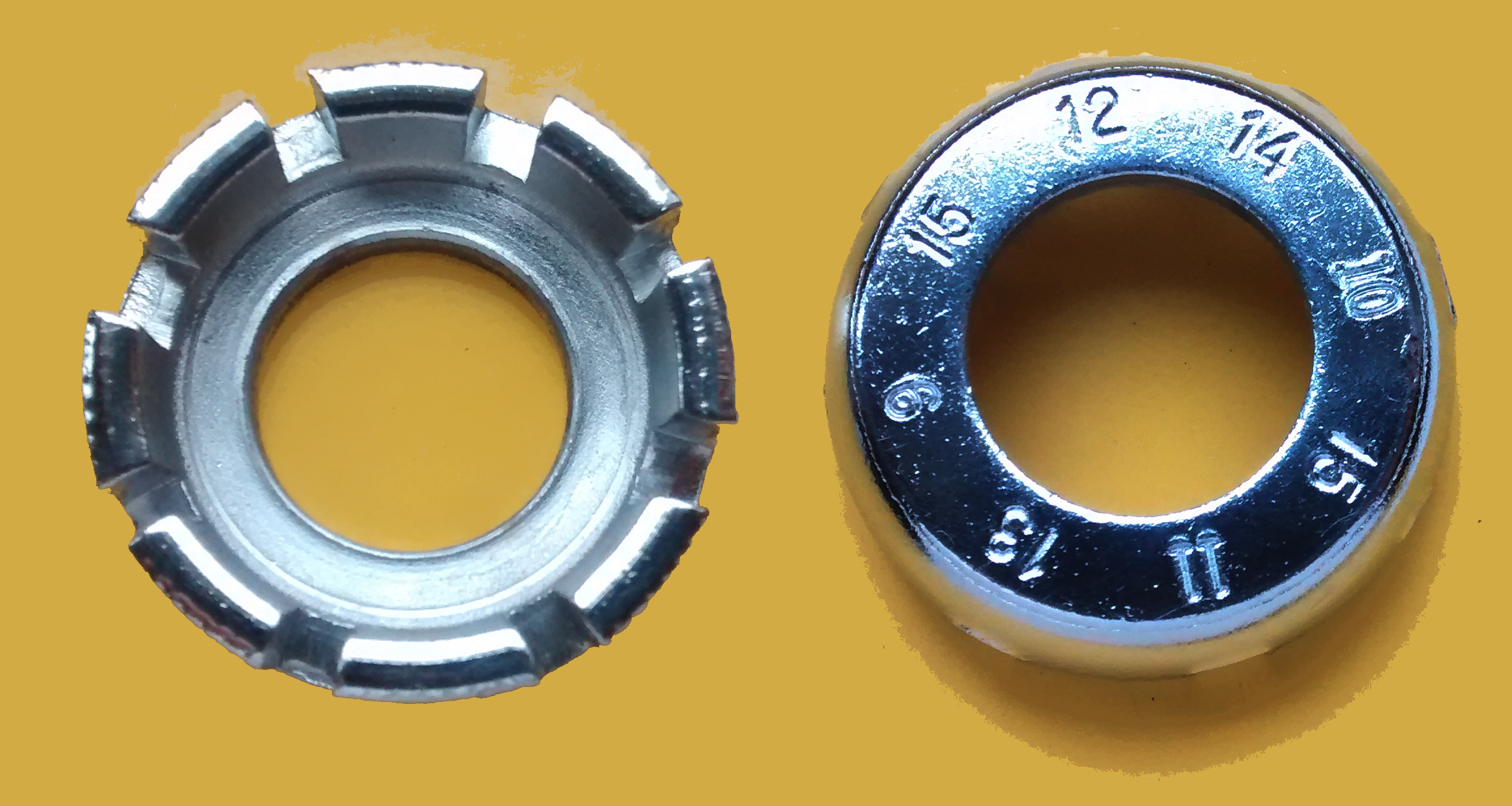
Ein Nippelspanner für Vierkantnippel mit sieben verschiedenen Schlüsselweiten.

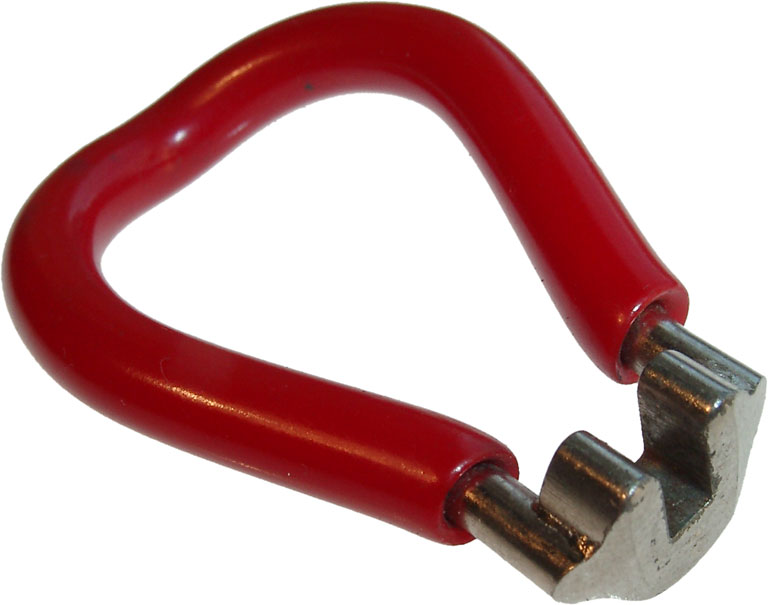
Ein Nippelspanner für Vierkantnippel der den Nippel an zwei gegenüberliegenden Seiten fasst.

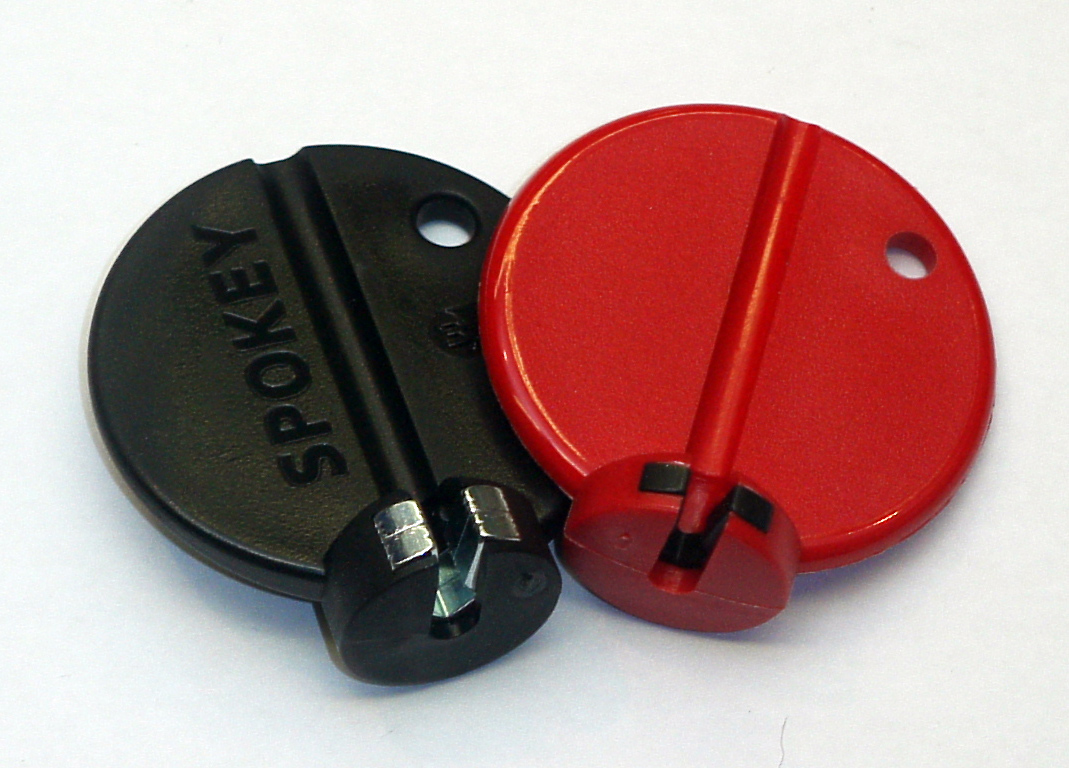
Zwei Nippelspanner für Vierkantnippel mit abgerundetem Kunststoffgriff aus Polyamid zur einfachen Handhabung für jeweils eine feste Schlüsselweite. Der schwarze Spanner (3,4 mm) hat zudem einen doppelt so dicken Metalleinsatz wie der rote Spanner (3,25 mm) und fasst den Nippel über eine größere Länge. Beide Schlüssel fassen alle vier Seiten des Nippels.

Ein Nippelspanner, auch Speichenspanner, Speichenschlüssel, Nippeldreher oder Zentrierschlüssel genannt, ist ein Handwerkzeug und ein spezieller Schraubenschlüssel, um die Speichennippel von Fahrrad- oder Motorrad-Laufrädern zu drehen, um so die Speichen auf die korrekte Spannung zu bringen und um die Felge zu zentrieren, d. h. Seiten- ein Höhenschläge zu minimieren. 
Nippelspanner guter Qualität bestehen in der Regel aus gehärtetem Werkzeugstahl während Fahrradspeichennippel meistens aus deutlich weicherem Material (meistens Messing, selten Aluminium) bestehen. Dadurch unterliegen Nippel der Gefahr bei höheren Drehmomenten, wie sie zum Beispiel zum Drehen von korrodierten Nippeln vonnöten sein können, beschädigt oder gar "rundgedreht" zu werden.
Es gibt Spanner für herkömmliche Vierkantnippel, die den Nippel wie ein Maulschlüssel an zwei gegenüberliegenden Seiten fassen, und es gibt Modelle, die den Nippel (ähnlich einem Ringschlüssel) an allen vier Seiten fassen. Je mehr Seiten der Schlüssel hat, desto gleichmäßiger wird das Drehmoment beim Anziehen auf den Nippel übertragen und die einzelnen Nippelseitenflächen weniger beansprucht. Insbesondere bei festsitzenden Nippeln oder Nippeln aus Aluminium kann dies von Vorteil sein und Beschädigung der Nippel verhindern. Die mittlere Seite in den Nippelspannern auf den ersten drei Bildern auf dieser Seite verringert das Beschädigungsrisiko nicht, da diese Seite in der Praxis nicht mit entsprechend hoher Kraft gegen den Nippel gedrückt wird, und effektiv liegen hier zweiseitige Maulschlüssel vor. 
Nippelspanner, die den Nippel möglichst über die gesamte Länge des Vierkants fassen (wie im ersten Bild), verringern das Beschädigungsrisko weiter. Nippelspanner gibt es in unterschiedlichen Größen, um einen guten Formschluss mit dem Nippel zu gewährleisten und um ebenfalls das Beschädigungsrisko zu reduzieren. Die Verwendung von Nippelspannern mit einer zu großen Schlüsselweite kann leicht zur Beschädigung eines Nippels führen. 
Prinzipiell kann für Vierkantnippel auch ein (kleiner) Rollgabelschlüssel verwendet werden; in der Praxis erweist sich dessen Handhabung allerdings als umständlicher und zeitaufwändiger. Daneben vermitteln kompakte Nippelspanner aufgrund ihres kürzeren Hebels einen besseren haptischen Eindruck des aufgewendeten Drehmoments als längere Werkzeuge und erschweren das übermäßige Anziehen von Nippeln.
Neben Vierkantnippeln existieren einige Sonderformen für die es spezielle Schlüssel gibt. Das Ziel mancher Sonderformen ist es, die Kerbwirkung des Schlüssels am Nippel zu verringern und diesen so besser vor Beschädigung zu schützen.

## Größen und Formen
Herkömmliche Speichennippel haben vier Seiten und die gängigen nominellen Schlüsselweiten für Vierkantnippel sind:
| Schlüsselweite | Speichendurchmesser vor dem Gewinde  | Nippelhersteller               | Anmerkungen                                              |
| -------------- | ------------------------------------ | ------------------------------ | -------------------------------------------------------- |
| 3,23 mm        | 2,0 mm (14 gauge), 1,8 mm (15 gauge) | DT Swiss, Sapim und Wheelsmith | weit verbreitet an Fahrrädern von Markenherstellern      |
| 3,30 mm        | 2,0 mm (14 gauge)                    | Berg-Union                     | veraltet, nicht mehr gebräuchlich an heutigen Fahrrädern |
| 3,40 mm        | 2,0 mm (14 gauge)                    |                                |                                                          |
| 3,45 mm        | 2,34 mm (13 gauge)                   |                                |                                                          |
| 3,75 mm        |                                      | Shimano                        |                                                          |
| 3,96 mm        | 2,6 mm (12 gauge)                    |                                |                                                          |
| 4,3 mm         |                                      | Shimano                        |                                                          |

In der Praxis unterliegen Speichennippel einer Fertigungstoleranz im Bereich von einigen 0,01 mm.